# Arnelliaceae
Arnelliaceae là một họ rêu trong bộ Jungermanniales.